# الترميز (السيميائية)
الترميز في السيميائية، هو عملية إنشاء رسالة للإرسال من قبل المرسل إلى المرسل إليه، العملية التكميلية  –   تفسير رسالة تم تلقيها من عنوان  –   يسمى فك الترميز.

## نقاش
تعد عملية تبادل الرسائل، أو الإشارة السيمائية، إحدى السمات الرئيسية للحياة البشرية اعتمادًا على القوانين التي تحكمها القواعد والمعرفة التي، في معظمها، توجه بشكل غير واعي توصيل المعنى بين الأفراد. أطلق رولان بارت (1915–1980) على هذه الأطر التفسيرية أو شبكات الربط «الأساطير» وتنتشر في جميع جوانب الثقافة من المحادثة الشخصية إلى إنتاج وسائل الإعلام (لتبادل الرمز من خلال وسائل الإعلام، انظر Americanism).
اقترح المنظرون الأوائل مثل سوسور (1857–1913) النظرية القائلة بأنه عندما يرغب المرسل في إرسال رسالة إلى المرسل إليه، يجب تحويل المعنى المقصود إلى محتوى بحيث يمكن تسليمه. عرض رومان جاكوبسون (1896–1982) نظرية بنيوية مفادها أن الإرسال والاستجابة لن يحافظا على خطاب فعال ما لم يستخدم الطرفان نفس الرموز في السياقات الاجتماعية المناسبة. لكن، انتقل بارت إلى التركيز من السيميائية للغة إلى استكشاف السيميائية كلغة. الآن، كما يقول دانيال تشاندلر، لا يوجد شيء مثل رسالة غير مشفرة: كل تجربة مشفرة. لذلك، عندما يخطط المرسل لرسالة معينة، المعاني الدلالية والتلميحية سوف بالفعل ترفق إلى مجموعة من الدلالات ذات الصلة إلى الرسالة. ضمن الإطار الواسع للرموز النحوية والدلالية ، سيختار المرسل الدلالات التي تمثل، في السياق المحدد، أفضل قيمه وغرض. لكن وسيلة الاتصال ليست محايدة بالضرورة وقد تتأثر قدرة المرسل إليه على فك شفرة الرسالة بدقة بعدد من العوامل. لذا يجب أن يحاول المرسل تعويض المشاكل المعروفة عند إنشاء النسخة النهائية للرسالة ويأمل أن يتم تحديد المعاني المفضلة عند استلام الرسالة. إحدى التقنيات هي تنظيم الرسالة بحيث يتم إبراز جوانب معينة (تسمى أحيانًا المقدمة ) وتهيئ الجمهور لتفسير الكل في ضوء خاص. يتعلق هذا بعلم نفس الجشطالت، درس ماكس ويرثيمر (1880–1943) العوامل التي تحدد التجميع في العمليات المعرفية
1. تؤدّي حقيقة تجميع العلامات معًا إلى وجود جمهور غير ناقد لإدراك العلامات على أنها متشابهة.
2. يفضل الجمهور الإغلاق، أي أنه يفضل أن تكون التجربة كاملة قدر الإمكان وأن ترى الأشياء ككل على الرغم من عدم وجود استمرارية فعلية أو استنتاج ضمني.
3. يفضل الجمهور نسخة كل شخص من Occam's Razor، أي أبسط التفسيرات والحلول. وهذا يعني في الحياة الواقعية أن الافتراضات والاستدلالات والأحكام المسبقة يمكن أن تسد الفجوات في كثير من الأحيان. إذا كان الاستنتاج يبدو مناسبًا للحقائق المتاحة، فلن يتم النظر في الاحتمالات الأخرى أو تجاهلها، مما ينتج اقتراحًا بأن البشر يحافظون على الطاقة المعرفية كلما استطاعوا ذلك وتجنب التفكير.

إذا كان المرسل يكتب خطابًا، فقد يتم استخدام الألفاظ الخطابية للتأكيد على العناصر التي يجب على الجمهور التركيز عليها وربما إدراكها على أنها توقع نتيجة معينة. إذا كان سيتم تحديد الصور، فقد تشير الكناية إلى قيم ارتباط مشتركة مع المعنى المفضل للنص.